# Neoseiulus turangae
Neoseiulus turangae är en spindeldjursart som först beskrevs av Kolodochka 1982.  Neoseiulus turangae ingår i släktet Neoseiulus och familjen Phytoseiidae. Inga underarter finns listade i Catalogue of Life.